# Edgard Blochet
Edgard Gabriel Joseph Blochet (Bourges, 12 dicembre 1870 – 5 settembre 1937) è stato un orientalista francese.
Conseguito un primo diploma in Lingua araba presso l'Ecole des Langues Orientales di Parigi e un secondo diploma presso l'École pratique des hautes études della capitale francese, Edgard Blochet svolse in quest'ultima prestigiosa istituzione la sua prima attività di assistente tra il 1895 e il 1901, essendo entrato a far parte del Dipartimento dei Manoscritti della Biblioteca nazionale di Francia, diventandone nel 1895 vice-Bibliotecario e nel 1929 Curatore (Conservateur) aggiunto, prima di essere nominato infine Curatore poco dopo. Si ritirò nel novembre 1935 dalla BnF per raggiunti limiti d'età.
A lui si deve il completamento del lavoro avviato da M. Reinaud (1795-1867) e da E. Fagnan, nonché l'edizione di cataloghi di manoscritti arabi e turchi (“L'histoire d'Alep de Kamal al-Din”, in: Revue de l'Orient Latin, 1895-98; “Moufazzal ibn Abil-Fazaïl: Histoire des sultans mamlouks”, in: Patrologia Orientalis, XII/3, XIV/3, XX/1; “L'inventaire des manuscrits arabes de la collection Decourdemanche”, in: Bibliographie moderne, 1906/3; Catalogue des manuscrits arabes des nouvelles acquisitions [della Bibliothèque nationale] (1884-1924), Paris, 1925; Catalogue des manuscrits turcs (2 voll., Paris, 1932-33). 

Fu anche coautore dei 3 cataloghi della Chester Beatty Library di Dublino (The Chester Beatty Library: A Catalogue of the Persian Manuscripts and Miniatures, 3 voll., Dublin, 1959-62).
Si occupò di numerosi ambiti culturali relativi all'Oriente, non necessariamente islamico, innanzi tutto di quello iranistico achemenide, ma anche di quello mongolo. Tradusse ad esempio la parte del Jāmiʿ al-tawārīkh che va dal regno di Oktāy (Ögedey) Qāʾān a quello di Tīmūr Qāʾān (GMS, 1911, XVIII/2) e centro-asiatico (“Les inscriptions de Samarkand”, su: Revue archéologique 30, 1897, pp. 67–77, 202-31).
Trattò temi propriamente islamistica (“L'ascension au ciel du Prophète Mohammed”, in: Revue archéologique, 1899 e “Les sources orientales de la Divine Comédie”, in: Revue archéologique, 1911), tra cui il sufismo.
Fu sensibile storico delle religioni (cfr. “La conquête des États nestoriens de l'Asie centrale par les shiites: Les influences chrétiennes et bouddhiques dans le dogme islamique”, in: Revue de l'Orient chrétien 25, 1925-26, pp. 4–131; “Christianisme et mazdéisme chez les turcs orientaux”, in: Revue de l'Orient chrétien 27, 1929-30, pp. 31–125; “La pensée grecque dans le mysticisme oriental”, in: Revue de l'Orient chrétien 27-29, 1929-34 e “De l'autonomie de l'évolution de la philosophie grecque”, in: Le Muséon, 1934, pp. 123–66, 1935, pp. 189–226 e pp. 323–64).